# ティーエルスハイム
ティーエルスハイム (ドイツ語: Thiersheim) は、ドイツ連邦共和国バイエルン州ヴンジーデル・イム・フィヒテルゲビルゲ郡（オーバーフランケン行政管区）に属する市場町で、ティーエルスハイム行政共同体の本部所在地。この町は、フィヒテル山地、チェコ共和国との国境近く、アウトバーンA93（出口11 – ティーエルスハイム）沿いに位置している。

## 地理

### 自治体の構成
この町は、公式には15の地区 (Ort) からなる。このうち小集落や孤立農場などを除く集落を以下に列記する。
- グラーフェンロイト
- コーチゲンビーバースバッハ
- ロイテンベルク
- ノイエンロイト
- プッツェンミューレ
- シュテンマス
- ティールスハイム
- ヴァムペン

## 歴史
Thiersheimという地名は、Heim des Teor（または、Tior, Tier）に由来していると考えられている。ティーエルスハイムは、1182年に、皇帝フリードリヒ・バルバロッサからベネディクト修道会のライヒェンバッハ修道院への寄進として、初めて文献に登場する。1415年から1791年までティーエルスハイムは、ニュルンベルク城伯、後にはブランデンブルク＝バイロイト辺境伯の統治下にあった。アンスバッハ＝バイロイト辺境伯領は1791年プロイセン王国領となった。その後、4年間のフランス統治へ経て、1810年にバイエルン王国領となった。

## 引用
1. ↑  https://www.statistikdaten.bayern.de/genesis/online?operation=result&code=12411-003r&leerzeilen=false&language=de Genesis-Online-Datenbank des Bayerischen Landesamtes für Statistik Tabelle 12411-003r Fortschreibung des Bevölkerungsstandes: Gemeinden, Stichtag (Einwohnerzahlen auf Grundlage des Zensus 2011)
2. ↑  Bayerische Landesbibliothek Online